# Монзе, Рене
Рене́ Мо́нзе (нем. René Monse; 28 сентября 1968, Потсдам — 8 июня 2017) — немецкий боксёр тяжёлой весовой категории. В 1990-х годах выступал за сборную Германии: участник летних Олимпийских игр в Атланте, бронзовый призёр чемпионатов мира и Европы, трёхкратный чемпион национального первенства, чемпион мира среди военнослужащих, победитель многих международных турниров и матчевых встреч. В период 1997—2004 боксировал на профессиональном уровне, владел титулом международного чемпиона Германии, дважды был претендентом на титул чемпиона по версии ЕБС.

## Биография
Рене Монзе родился 28 сентября 1968 года в Потсдаме. Активно заниматься боксом начал в раннем детстве в одном из боксёрских залов Магдебурга, сначала проходил подготовку у местного тренера Эрнста Патце, затем присоединился к столичному клубу «Берлинер». Первого серьёзного успеха на ринге добился в 1989 году, когда стал чемпионом ГДР в тяжёлом весе. После объединения Германии долгое время не мог пробиться в основной состав сборной, на первенстве страны 1991 года был лишь вторым. Тем не менее в 1993 и 1994 годах ему всё-таки удалось стать чемпионом немецкого первенства — эти победы позволили принять участие во многих крупных международных турнирах.
В 1994 году одержал победу на чемпионате мира среди военнослужащих (в финале должен был боксировать с украинцем Владимиром Кличко, но тот не вышел на ринг), помимо этого, занял второе место на Кубке мира в Бангкоке (в решающем матче потерпел поражение от знаменитого кубинца Феликса Савона). В следующем сезоне завоевал бронзовую медаль на домашнем чемпионате мира в Берлине — на стадии полуфиналов проиграл Виталию Кличко. Боксировал на чемпионате вооружённых сил в Риме, но тоже остановился в полуфинале, был выбит из дальнейшей борьбы россиянином Алексеем Лезиным.
На чемпионате Европы 1996 года в датском городе Вайле в полуфинале вновь встретился в Лезиным, вновь проиграл ему и вынужден был довольствоваться бронзовой медалью. Благодаря череде удачных выступлений удостоился права защищать честь страны на летних Олимпийских играх в Атланте — дошёл здесь до стадии четвертьфиналов, где его соперником опять стал Лезин. Матч завершился со счётом 5:9 не в пользу немца.
Потерпев неудачу на Олимпиаде, Монзе решил попробовать себя среди профессионалов и покинул сборную. Его профессиональный дебют состоялся в апреле 1997 года, своего первого соперника он победил техническим нокаутом в третьем раунде. В течение трёх последующих лет провёл множество победных поединков, в сентябре 2000 года в бою с Вилли Фишером завоевал вакантный титул международного чемпиона Германии в тяжёлом весе, потом один раз защитил это чемпионское звание. В январе 2001 года удостоился права побороться за вакантный титул чемпиона Европейского боксёрского союза (ЕБС), при этом другим претендентом на титул был шедший без поражений немец югославского происхождения Луан Красничи. Во втором раунде Монзе удалось послать Красничи в нокдаун, однако по окончании всех двенадцати раундов двое из трёх судей были на стороне его соперника. В июле 2004 года между ними состоялся матч-реванш: на сей раз Красничи выглядел заметно сильнее, в шестом раунде Монзе оказался в стоячем нокдауне, а в седьмом тренер выбросил на ринг полотенце. Его профессиональная карьера закончилась со статистикой в 16 боёв: из них 14 побед (7 досрочно) и 2 поражения.
Завершив спортивную карьеру, Рене Монзе устроился работать агентом в крупную страховую компанию с главным офисом в Магдебурге. Его сын Стивен стал довольно известным баскетболистом, является игроком молодёжной сборной Германии и неоднократным чемпионом страны в составе бамбергского клуба «Брозе».